# Анья
Анья (итал. Agna) — город и коммуна в Италии, располагается в провинции Падуя области Венеция.
Население составляет 3157 человек, плотность населения составляет 175 чел./км². Занимает площадь 18 км². Почтовый индекс — 35021. Телефонный код — 00049.
Покровителем коммуны почитается святой Лаврентий, празднование 10 августа.